# Onthophagus mongana
Onthophagus mongana es una especie de insecto del género Onthophagus, familia Scarabaeidae, orden Coleoptera.

## Historia
Fue descrita científicamente por Storey & Weir en 1990.